# Parc d'État de Fort Pillow
Le Parc d'État de Fort Pillow (en anglais : Fort Pillow State Park) est une réserve naturelle située dans l'État du Tennessee, aux États-Unis.  Il protège le site de la bataille de Fort Pillow de la guerre de Sécession.
Le Fort Pillow, d'une superficie de 6,6 km², situé dans le comté de Lauderdale sur les Chickasaw Bluffs surplombant le fleuve Mississippi, est riche d'une grande importance historique et archéologique. En 1861, l'armée confédérée a construit de vastes fortifications et a nommé le site en l'honneur du général Gideon Johnson Pillow, du comté de Maury. Le site a été attaqué et tenu par l'armée de l'Union pendant la majeure partie de la guerre de Sécession, sauf immédiatement après la bataille de Fort Pillow, où il a été repris par l'armée confédérée. La bataille s'est terminée par un massacre des troupes de l'Union afro-américaines et de leurs officiers blancs qui tentaient de se rendre, par des soldats sous le commandement du major général confédéré Nathan Bedford Forrest.

## Fort de l'Union et bataille de Fort Pillow

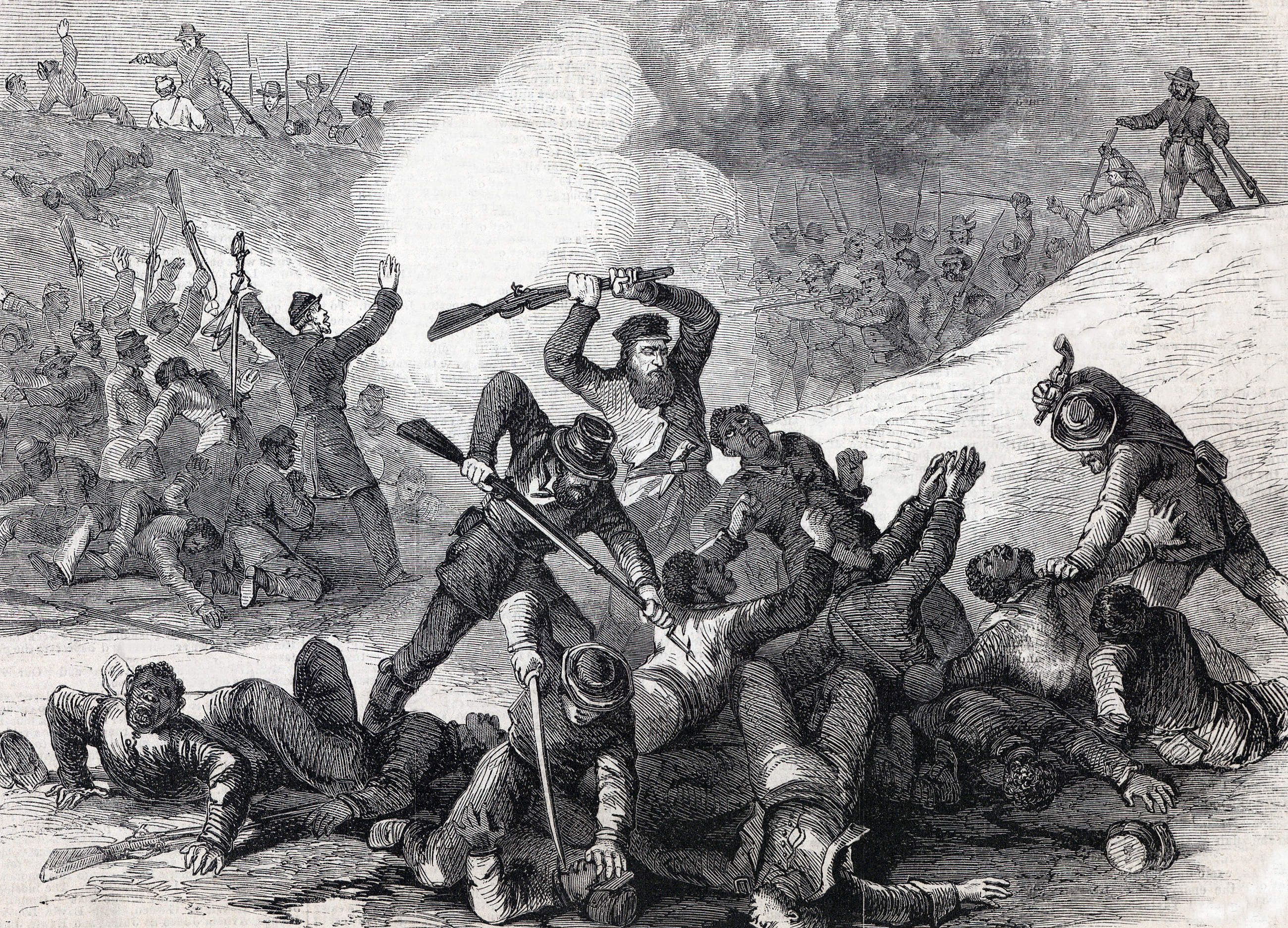
Légende dans le Frank Leslie's Illustrated Newspaper (New York), 7 mai 1864, "The war in Tennessee : Massacre par les Confédérés des troupes noires de l'Union après la reddition de Fort Pillow, 12 avril 1864".

En raison de sa position stratégique contrôlant le trafic sur le fleuve Mississippi, le fort a été attaqué et capturé par l'armée de l'Union (Union Army), qui l'a contrôlé pendant la majeure partie de la guerre. Le 4 juin 1862, les troupes confédérées ont évacué Fort Pillow, permettant aux troupes de l'Union de prendre Memphis, dans le Tennessee. Une exception au contrôle de l'Union sur ce site a eu lieu pendant moins d'une journée immédiatement après la victoire confédérée dans la bataille de Fort Pillow en 1864.
L'armée des États confédérés (Confederate States Army) a vaincu les troupes de l'Union lors de la bataille de Fort Pillow (avril 1864), entraînant le massacre de 229 des 262 soldats noirs de l'Union engagés dans la bataille, tandis que les soldats blancs de l'Union étaient au nombre de 285. L'examen des registres régimentaires montre que "moins de 36 % des hommes des unités blanches sont morts au combat ou des suites de leurs blessures, alors que le nombre de morts dans les unités noires s'élève à 66 %".
Un Confédéré écrit dans une lettre qu'il a reçue chez lui que " Forrest a ordonné qu'ils [les nègres] soient abattus comme des chiens, et le carnage a continué ". Outre les registres régimentaires, les récits contemporains des troupes des deux camps, ainsi que des journalistes, décrivent ce massacre comme épouvantable. Au bout de trois semaines environ, alors que la controverse politique s'amplifie, les Confédérés commencent à contester les récits d'un massacre. Après la bataille, les rapports des officiers de l'Union au ministère de la Guerre contredisent la plupart des informations publiées dans la presse populaire et certains témoignages devant le Congrès. Ce massacre perpétré par les troupes confédérées sous les ordres du général Nathan Bedford Forrest a été qualifié de massacre par les historiens.
Le slogan " Souvenez-vous de Fort Pillow " devint un cri de guerre parmi les soldats noirs de l'Union pour le reste de la guerre civile. Bien que le décompte des pertes de l'Union pour la bataille n'indique pas que les forces confédérées aient fait beaucoup de prisonniers, les archives confédérées indiquent qu'environ 200 prisonniers ont été envoyés au sud.
En 1866, l'armée de l'Union créa un cimetière pour les soldats confédérés et de l'Union au sud du site de la bataille. En 1867, environ 250 corps de soldats confédérés et de l'Union furent transférés de ce cimetière au cimetière national de Memphis (Memphis National Cemetery).

## Site historique et musée
Des sites d'interprétation font partie du parc. En 1973, le site a été inscrit au Registre national des lieux historiques (National Register of Historic Places), et a été désigné National Historic Landmark en 1974,. Les vestiges des travaux de terrassement du fort sont conservés.
Le parc dispose d'un centre d'interprétation et d'un musée. Le parc propose également des activités récréatives, notamment le camping, le pique-nique et la pêche.

## Source
- (en) Cet article est partiellement ou en totalité issu de l’article de Wikipédia en anglais intitulé « Fort Pillow State Historic Park » (voir la liste des auteurs).